# ФК Абърдийн
ФК „Абърдийн“ (на английски: Aberdeen F.C.; на шотландски келтски: C.B. Obar Dheathain) е футболен клуб от град Абърдийн, Шотландия.
Появява се през 1881 г. като ФК „Абърдийн“, а в 1903 г. се обединява с всички останали клубове в града и тази година се приема за рождена дата.
Само 2 години е във втората шотландска лига – от 1905 г. е неизменно в първата, в която е винаги в сянката на „Селтик“ и „Глазгоу Рейнджърс“. През 1955 г. печели за пръв път шампионската титла, а преди това през 1947 г. печели и купата на страната. Най-добрият период в историята му обаче е след 1970 г. (нови отличия – шампион през 1980, носител на купата през 1970, 1982 и 1983 (6 пъти е и финалист). И със знаменит триумф в КНК, побеждавайки на финала през 1983 испанския Реал Мадрид с 2:1 в Гьотеборг (Швеция). В периода 1978 – 1986 година клубът е воден от сър Алекс Фъргюсън. Именно оттук преминава в „Манчестър Юнайтед“.
Жребият изправя на 2 пъти „Абърдийн“ срещу български отбори: през 1968 г. за Купата на панаирните градове, бивша Купа на УЕФА срещу „Славия“ – 0:0 и 2:0 за „Абърдийн“; и през 1978 г. през есента за КНК срещу „Марек“ – 3:2 и 3:0 за „Абърдийн“.

## Успехи

### Национални
- Шотландска премиър лига:
  -  Шампион (4): 1954/55, 1979/80, 1983/84, 1984/85
  -  Вицешампион (17): 1910/11, 1936/37, 1955/56, 1970/71, 1971/72, 1977/78, 1980/81, 1981/82, 1988/89, 1989/90, 1990/91, 1992/93, 1993/94, 2014/15, 2015/16, 2016/17, 2017/18
  -  Бронзов медалист (9): 1935/36, 1938/39, 1946/47, 1976/77, 1982/83, 1995/96, 2006/07, 2013/14, 2022/23

- Купа на Шотландия:
  -  Носител (8): 1946/47, 1969/70, 1981/82, 1982/83, 1983/84, 1985/86, 1989/90, 2024/2025
  -  Финалист (9): 1936/37, 1952/53, 1953/54, 1958/59, 1966/67, 1977/78, 1992/93, 1999/00, 2016/17

- Купа на Шотландската лига:
  -  Победител (6): 1955/56, 1976/77, 1985/86, 1989/90, 1995/96, 2013/14
  -  Финалист (8): 1946/47, 1978/79, 1979/80, 1987/88, 1988/89, 1992/93, 1999/00, 2016/17, 2018/19

### Международни
- Купа на носителите на купи:
  -  Победител: 1982/83

- Суперкупа на УЕФА:
  - Победител: 1983

### Регионални
- Норд Ийстърн Лийг Къп / Митчъл Къп:
  -  Носител (5, рекорд): 1941/42-I, 1942/43-I, 1942/1943-II, 1944/45-I, 1944/45-II [1][2]

- Норд Ийстърн Лийг:
  -  Шампион (4): 1941/42, 1942/43, 1943/44, 1944/45

- Нордърн Лийг:
  -  Шампион (2): 1905/06, 1910/11 [3]

- Норд Ийстърн Съплиментъри Къп:
  -  Носител (2): 1941/42, 1942/43

- Саудърн лийг къп:
  -  Носител (1): 1945/46

- Хайланд Лийг:
  -  Шампион (2): 1912/13, 1924/25

- Диуър Шийлд:
  -  Носител (17): 1906/07, 1908/09, 1912/13, 1914/15, 1926/27, 1928/29, 1930/31, 1931/32, 1932/33, 1933/34, 1935/36, 1936/37, 1939/40, 1945/46, 1949/50, 1950/51, 1951/52 [4]

- Хай къп:
  -  Носител (1): 1907/08 [5]

- Робъртсън къп:
  -  Носител (2): 1910/11, 1915/16 [6]

- Абърдийн енд Дистрикт Лийг:
  -  Шампион (7, рекорд): 1919/20, 1920/21, 1925/26, 1926/27, 1927/28, 1928/29, 1947/48 [7]

- Абърдийншайър къп:
  -  Носител (41, рекорд): 1903/04, 1904/05, 1906/07, 1907/08, 1908/09, 1909/10, 1911/12, 1912/13, 1913/14, 1914/15, 1919/20, 1921/22, 1922/23, 1923/24, 1924/25, 1925/26, 1926/27, 1927/28, 1928/29, 1929/30, 1930/31, 1931/32, 1932/33, 1933/34, 1980/81, 1981/82, 1982/83, 1987/88, 1989/90, 1990/91, 1992/93, 1997/98, 2002/03, 2003/04, 2004/05 [8]

- Флеминг Чарити Шийлд:
  -  Носител (14, рекорд): 1902/03, 1903/04, 1905/06, 1907/08, 1908/09, 1909/10, 1910/11, 1911/12, 1912/13, 1913/14, 1921/22, 1922/23, 1904/05, 1906/07 [9]

- Абърдийн Чарити Къп:
  -  Носител (1): 1892/93 [10]

- Купа Родезия:
  -  Носител (2): 1903/04, 1904/05 [11]

### Български футболисти
- Цанко Цветанов: 1996/98 – (38 мача - 0 гола) (Премиършип)
- Илиян Киряков: 1996/2000 – (76 мача - 1 гол) (Премиършип)
- Димитър Митов: 2024 – (16 мача - 0 гола) (Премиършип)